# Wilden, Worcestershire
Wilden är en by i Worcestershire i England. Byn är belägen 18 km 
från Worcester. Orten har 499 invånare (2016).